# Total War Saga: Thrones of Britannia
Total War Saga: Thrones of Britannia é um jogo eletrônico de estratégia por turnos e táticas em tempo real desenvolvido pela Creative Assembly e publicado pela Sega. É o décimo segundo título da série Total War e foi lançado para Microsoft Windows e macOS em maio de 2018 e para Linux no mês seguinte. A história se passa nas Ilhas Britânicas e Irlanda no ano de 878, mostrando as disputas dos diversos reinos e facções saxônicas pela dominação regional.

## Jogabilidade
Total War Saga: Thrones of Britannia possui uma jogabilidade similar em relação aos outros títulos da série Total War. É um jogo eletrônico de estratégia por turnos e táticas em tempo real que se passa nas Ilhas Britânicas e Irlanda no ano de 878, depois do rei Alfredo de Wessex ter derrotado invasores vikings. O jogador pode assumir o controle de diversas facções, como vikings, anglo-saxões, tribos galesas e clãs gaélicos, que competem entre si para assumirem o controle da região. É possível controlar diferentes unidades militares pelo mapa e comandá-las durante batalhas. O jogador também pode financiar pesquisas para novos projetos, recrutar e gerenciar novos personagens por sua casa e realizar relações diplomáticas com outras facções.

## Desenvolvimento
Thrones of Britannia é o primeiro jogo da subssérie Total War Saga, criada pela desenvolvedora Creative Assembly para serem experiências de Total War menores e mais focadas em um período em particular da história, em vez de uma era inteira. Mike Simpson, diretor geral da franquia, afirmou que a subssérie Total War Saga tinha a intenção de "colocar determinadas áreas geográficas sob o microscópio", com um "foco e sensação culturais fortes". O diretor de jogo Jack Lusted disse que a filosofia da Creative Assembly para esses novos títulos era de "reinvenção e foco", com a intenção de pegar mecânicas clássicas da franquia e modificá-las e consolidá-las para que proporcionassem escolhas mais significativas para os jogadores.
O jogo foi anunciado pela Creative Assembly e pela publicadora Sega em novembro de 2017. Thrones of Britannia originalmente tinha uma data de lançamento para 19 de abril de 2018 para Microsoft Windows, porém o título foi adiado pela Creative Assembly em março até 3 de maio para que o estúdio tivesse mais tempo para polir o jogo. As versões para macOS e Linux foram convertidas pela Feral Interactive, sendo lançadas, respectivamente, em 24 de maio e 7 de junho.